# Cnephasia stephensiana
Cnephasia stephensiana es una especie de polilla perteneciente al género Cnephasia, categorizada en la tribu Cnephasiini, de la subfamilia Tortricinae.

## Distribución
Se distribuye por Reino Unido, Marruecos, Rusia, Turquía, Austria, España, Francia y China.

## Taxonomía
Fue descrita por Doubleday en 1850 y publicada por primera vez en (Sciaphila), Synon. List Br. Lepid.: 24..